# Биршинкен

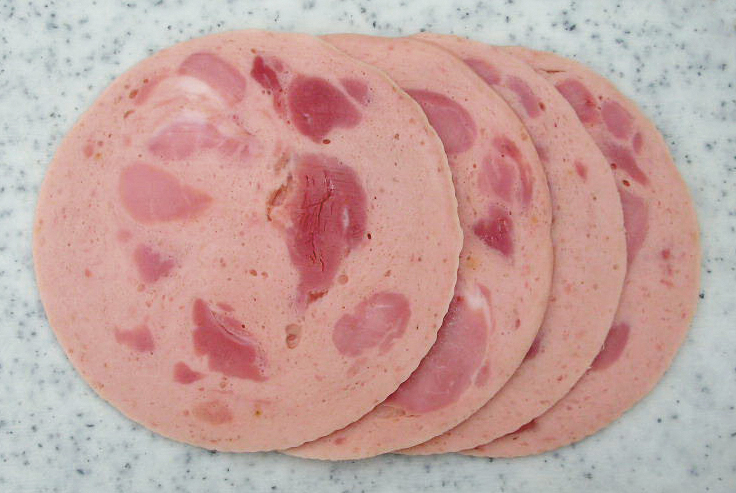
Биршинкен

Би́ршинкен (нем. Bierschinken, дословно — «пивная ветчина», «пивной окорок») — немецкая варёная колбаса из тонкоизмельчённого обычно свиного фарша с крупными мясными включениями. Обычно подаётся к пиву, как и «пивная колбаса» бирвурст. Сырный биршинкен содержит включения кубиков сыра с низким содержанием жира. Биршинкен также готовят из индюшатины. В говяжьем биршинкене включения представляют собой полоски нежирной говядины.
Фарш для биршинкена готовят из мяса с низким содержанием соединительной и жировой ткани, обрабатывают нитритной солью для сохранения розового цвета и приправляют чёрным перцем, мацисом и имбирём. В баварскую пивную ветчину добавляют также зёрна горчицы и молотые фисташки. Размер мясных включений может составлять в диаметре от вишни до грецкого ореха, это мясо после измельчения подвергают обработке только поваренной солью, тщательно смешивают с пряностями и равномерно подмешивают в фарш. Обычно готовый фарш для биршинкена содержит 60 % мясных включений и 40 % тонкоизмельчённой массы, которая обычно имеет более светлый цвет, чтобы оттенить включения. Биршинкен формуют в искусственную оболочку калибра 90/50, затем отваривают в воде или обрабатывают паром в течение двух часов. Колбаса готова к употреблению после остывания.